# Nancy Reid
Nancy Margaret Reid OC (17 de setembro de 1952) é uma estatística teórica canadense.
Ela foi um professor associado na Universidade de British Columbia, a partir de 1980-855, em seguida, se juntou a Universidade de Toronto e manteve-se lá desde então, tornando-se professor catedrático , em 1988. Nancy foi presidente do Instituto de Matemática e Estatística , em 1997, e da Sociedade Estatística do Canadá em 2004-5.
Reid ganhou o COPSS Presidents' Award em 1992, o Prêmio Krieger–Nelson em 1995, a Medalha de Ouro da Sociedade Estatística do Canadá em 2009, e o Prêmio por Serviços eminentes da Sociedade Estatística do Canadá em 2013. Foi eleita membro da Sociedade Real do Canadá , em 2001.
Em 2016 foi eleita como associado estrangeiro da Academia Nacional de Ciências.